# Helicoön ellipticum
Helicoön ellipticum är en svampart som först beskrevs av Peck, och fick sitt nu gällande namn av Andrew Price Morgan 1892. Helicoön ellipticum ingår i släktet Helicoön och familjen Tubeufiaceae.   Inga underarter finns listade i Catalogue of Life.